# Népek meséi sorozat (Európa Könyvkiadó)
Az Európa Könyvkiadó Népek meséi című sorozatában 1956 és 1990 között 84 kötetet jelentetett meg (az első két mű esetében közreadójuk az Új Magyar Könyvkiadó volt). Két kötete két kiadást is megért. A sorozat legfőbb szerkesztője Karig Sára volt.
A felnőtteknek szóló, néprajzi sorozat a maga nemében valószínűleg egyedülálló, hiszen az öt kontinens minden részéről származó meséket, legendákat hozzáértő fordításban, szakmai magyarázatokkal, kiváló illusztrátorok műveivel adta ki.
A könyvkiadók rendszerváltás utáni átrendeződése miatt a sorozat abbamaradt.
A sorozat a következő köteteket tartalmazta:
1. A sárkánykirály lánya (Tang-kori történetek)
2. Az arany teknősbéka (Vietnami népmesék)
3. A föld szépe (Albán népmesék)
4. Karunga, a holtak ura (Néger legendák)
5. A nyírfa-fiúcska (Mesék az Amur partjáról)
6. Egy asszony öt férje (Eszkimó történetek)
7. Maya-Mayi, a hét nővér (Ausztráliai legendák)
8. A boldogtalan kolibri (Dél-amerikai legendák és mesék)
9. Szegény ember okos leánya (Román népmesék)
10. A király meg a pacsirta (Grúz népmesék)
11. Sosemvolt Cigányország (Szegkovács cigány történetek)
12. A gonosz királynék (Kásmíri népmesék)
13. A nyolcszirmú lótusz (Tibeti legendák és mesék)
14. A fakó lovacska (Kazah népmesék)
15. Fehérvirág (Portugál népmesék)
16. Szamárfülű Kán (Tuvai népmesék)
17. Asszony-unokája (Vogul népmesék)
18. Ligetszépe (Német népmesék a Grimm testvérek gyűjtéséből)
19. Bénli-Bári, a macska (Török népmesék)
20. Po úrfi és a tigris (Burmai népmesék)
21. Gonaquadate, a víziszörny (Észak-amerikai indián mesék, mondák és mítoszok)
22. Rafara, a víz leánya (Madagaszkári népmesék)
23. Tórem-isten népe (Osztják népmesék)
24. Hárun Arrasíd gyűrűje (Marokkói népmesék)
25. A foltoshátú sirály (Giljak népmesék)
26. Az aranyhajú királylány (Délszláv népmesék)
27. Az oroszlán-menyasszonyok (Dél-afrikai népmesék)
28. Elvarázsolt madarak (Örmény népmesék)
29. Az elcserélt asszonyok (Lengyel népmesék)
30. Gueladyo, a nagy szerelmes (Népmesék Guineából)
31. Kígyót szült az öregasszony (Mari népmesék)
32. A három narancs palotája (Spanyol népmesék)
33. A cápaisten (Hawaii mesék és mondák)
34. Tolvajok kútja (Perzsa népmesék)
35. A hulladémon huszonöt meséje (Szanszkrit tündérmesék)
36. A pórul járt víziszellem (Zürjén népmesék)
37. A lány, aki rózsát nevetett (Újgörög népmesék)
38. Mulk Raj Anand: Rádhá és Krisna szerelme (Indiai mesék)
39. Sfurtuna, az elátkozott leány (Szicíliai népmesék)
40. Urasima Taró, a szegény halász (Japán népmesék)
41. A három özvegy miniszter (Koreai népmesék)
42. A varázsdob és a látó asszonyok (Lapp népmesék)
43. Az utolsó sárkány (Bolgár népmesék)
44. Eldorádó (Perui ősmondák)
45. Az aranyfonó lányok (Észt népmesék)
46. Kergarec pokoljárása (Breton népmesék)
47. A kaméleon és az Isten felesége (Kelet-afrikai népmesék)
48. Férfiszülte leány (Finn népmesék)
49. Holdangyal (Tádzsik népmesék)
50. A vasorrú Indzsibaba (Kárpát-ukrajnai népmesék)
51. Karunga, a holtak ura (Néger legendák), második kiadás
52. Guha a szószéken (Egyiptomi népmesék)
53. A Laima és a két anya (Lett népmesék)
54. A tigrisember (Indonéz népmesék)
55. Apagyilkos sámánfiak (Burját mesék és mondák)
56. Navaring, az óriás (Mítoszok és mesék Új-Guineából)
57. A Mambiala dombja (Kubai néger mesék)
58. Vatka meg Kalmez (Votják mondák és mesék)
59. A cigány meg a sárkány (Püspökladányi cigány mesék)
60. Szómadéva: Mesefolyamok óceánja (Szanszkrit mesék)
61. Szegény ember okos leánya (Román népmesék), második kiadás
62. Hadmenet, nászmenet (Irtisi osztják mesék és mondák)
63. Tundraföldi öreg (Szamojéd mesék)
64. Az istenfiú városa (Kambodzsai mondák és mesék)
65. A szép delfinlány (Mítoszok és mesék a Gilbert- és Ellice-szigetekről)
66. Obi, a gőgös kókuszdió (Kubai joruba mítoszok és mesék)
67. Mese a tölgyfa tetején (Csuvas mesék)
68. Kalíla és Dimna (Klasszikus arab népmesék)
69. Zöldmezőszárnya (Marosszentkirályi cigány népmesék)
70. A csodálatos fa (Erdélyi szász népmesék)
71. A naptestű Pa'i (Guarani mítoszok és mesék)
72. A tuói főnök (Új-kaledóniai mesék és mítoszok)
73. Történet a hat asszonyról, akik fölmentek a holdba (Mesék Pápua Új-Guineából)
74. Ma mentem, holnap jöttem (Kazáni tatár népmesék)
75. Világ szépe és világ gyönyörűje (Magyarországi román népmesék)
76. Fukar Marok lakomája (Észak-Amerika nyugati partvidékének indián mítoszai és meséi)
77. A madáron vett menyasszony (Bambara mesék)
78. Az óriás lelke (Svájci népmesék)
79. Az ördögnek adott lányok (Bátyai mesék és mondák)
80. A kilenc pávalány és az aranyalmafa (Népmesék V. Kazadzic gyűjtéséből)
81. Mariweka (Piaroa indián mítoszok és mesék)
82. A harmatban fogant hajadon (Szlovák fantasztikus mesék)
83. A szürke héja (Kirgiz népmesék)
84. Az ezüstfogú leány (Mordvin népmesék)